# Roger De Coster
Roger De Coster   (Uccle, 28 d'agost de 1944) és un antic pilot de motocròs belga, un dels més famosos de la història d'aquest esport. Va guanyar cinc Campionats del Món de motocròs en la categoria dels 500cc i quatre Trans-AMA, a banda de sis Motocross des Nations i deu Trophée des Nations consecutius formant part de l'equip belga. Com a director, va formar el primer equip nord-americà que va guanyar mai el Motocross des Nations (1981). El seu prestigi en el món del motocròs és tan alt que sovint se l'anomena The Man ("L'Home").

## Trajectòria esportiva

### Debut en competició
Fill d'un treballador d'una planta siderúrgica i amb quatre germans, la família de Roger De Coster no es podia permetre de finançar-li la seva afició a les motos. Finalment, però, a 17 anys se'n va poder comprar una a còpia de treballar sis dies a la setmana mentre encara anava a l'escola. Va començar a competir amb una Flandria de 50 cc abans de substituir-la per una Itom. Després de la seva primera temporada de curses, va començar a competir en trial per tal d'omplir l'aturada hivernal.
El seu principal rival a les competicions de trial era el futur pilot de Fórmula 1 Jacky Ickx. El 1963, durant la seva primera temporada al campionat belga de trial de 50cc, Ickx va quedar per davant seu. El 1964, en canvi, seria un any excepcional per a De Coster, ja que va guanyar aquest campionat davant d'Ickx, més el campionat belga de motocròs de 500cc en categoria júnior i una medalla d'or als ISDT. L'experiència en trial va millorar la seva habilitat de pilotatge sobre terreny humit i relliscós, cosa que fou un gran actiu durant la seva carrera en motocròs.

### Escena internacional

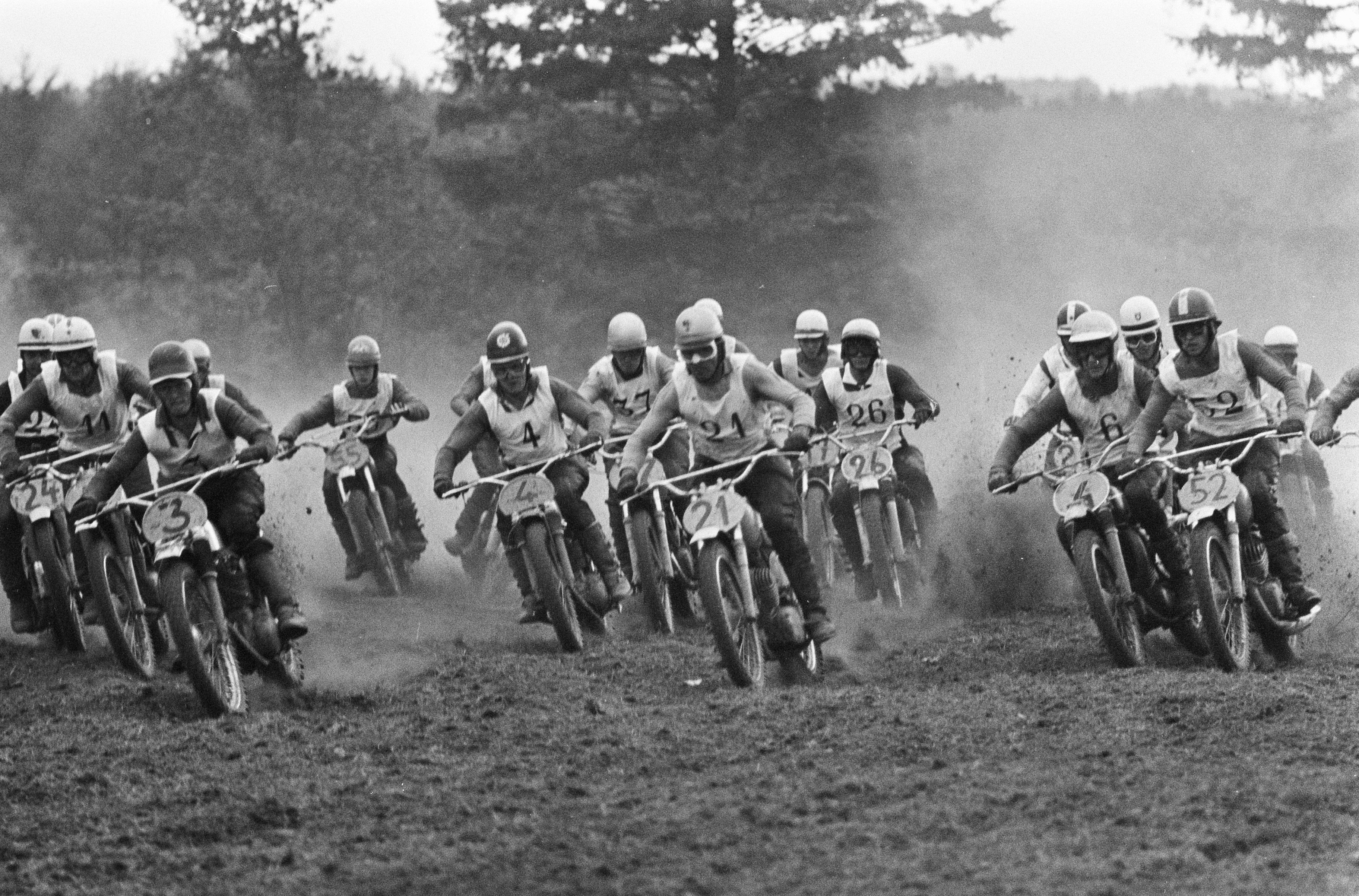
Amb la CZ núm. 37 al Motocross des Nations de 1967, a Markelo

De Coster va entrar a treballar al departament de garantia de ČZ, compaginant-ho amb la competició. El 1966 va guanyar el Campionat belga de motocròs de 500cc amb una CZ, però la seva primera incursió al Campionat del Món d'aquell any es va truncar a causa de les lesions que patí en una caiguda. De Coster, però, va quedar impressionat per la minuciosa preparació de la motocicleta i l'eficient estil de pilotatge dels pilots suecs del moment, com ara el del campió mundial Torsten Hallman. Observà com aquest absorbia els salts amb el seu cos de manera que la seva moto volava a la meitat de l'alçada dels seus rivals, cosa que permetia que el pneumàtic posterior comencés a aplicar la tracció al terra més aviat. De Coster era conegut pel seu estil de pilotatge suau i controlat i la seva fèrria disciplina d'entrenament, en què prioritzava la preparació física. Aquest règim d'entrenament li va proporcionar la resistència que li permetia de disputar la major part de la cursa amb el gran grup abans d'augmentar el ritme sobtadament, vers la victòria, quan els altres corredors començaven a cansar-se.
Les reeixides actuacions de De Coster li varen valdre el patrocini de la fàbrica CZ per a la temporada de 1967, en què va acabar l'any en cinquè lloc final al campionat mundial de 500cc. El 1968, De Coster va aconseguir la seva primera victòria en Gran Premi en vèncer al d'Itàlia de 500cc i, de nou, va acabar la temporada en cinquè lloc, resultat que va repetir la temporada de 1969 per tercera vegada consecutiva. Fou aleshores quan es va començar a sentir abandonat per la manca de suport de CZ. El 1970 va canviar de cilindrada i va disputar el campionat mundial de motocròs de 250cc. Aquella temporada marcaria l'inici de la batalla de De Coster amb el seu etern rival Heikki Mikkola, batalla que va durar tota la seva carrera. Els dos membres de l'equip oficial de Suzuki, Joël Robert i Sylvain Geboers, van acabar primer i segon al campionat, amb De Coster tercer per només un punt d'avantatge sobre Mikkola.

### El canvi a Suzuki
Després de la temporada de 1970, De Coster va prendre la decisió de deixar l'equip CZ a causa de la seva continuada manca de suport. Aleshores es va incorporar a l'equip de fàbrica de Suzuki, on des del 1970 ja hi havia, competint en 250cc, el seu antic company d'equip a CZ Joël Robert. Va ser amb Suzuki que De Coster assoliria els seus majors èxits. Mentre que la CZ era ja una moto guanyadora més que provada, De Coster se'n va anar a Suzuki sabent que hauria d'ajudar-los a desenvolupar la seva primera moto de motocròs de 500cc, però va quedar impressionat per la seva voluntat i capacitat per a fer els canvis a la moto que els sol·licitava. La victòria de De Coster al Gran Premi inaugural de la temporada de 1971, el d'Itàlia, va donar a Suzuki la primera victòria d'una marca japonesa en un Gran Premi de motocròs de 500cc. Els seus principals rivals aquella temporada eren, a més de l'equip de Maico -format per Åke Jonsson i Adolf Weil-, Paul Friedrichs (CZ) i Bengt Åberg (Husqvarna). Arribats a la darrera cita de la temporada, Jonsson mantenia un lleuger avantatge sobre De Coster, però un cop en plena cursa, la bugia de la Maico del suec va fallar i això permeté a De Coster guanyar la cursa i el títol mundial.
El 1972, quan les regles de la FIM encara no imposaven límits de pes a les motos, Suzuki i De Coster van poder desenvolupar una moto extremadament lleugera que va guanyar 6 dels 12 Grans Premis i el Campionat Mundial. De cara al 1973, però, la defensa del campionat mundial se li va complicar al belga quan la FIM va anunciar un nou límit de pes mínim per a les motos de 209 lliures (94,8 kg), just abans de l'inici de la temporada. Els fabricants de motocicletes europeus que competien en el campionat s'havien queixat a la FIM que Suzuki estava gastant milions de dòlars per a construir motos lleugeres amb què aquells petits fabricants trobaven impossible de poder-hi competir. Suzuki ja havia desenvolupat i construït la seva moto, així que no hi va haver temps per a construir-ne una de nova i es va optar per afegir llast a la motocicleta. Malauradament, aquestes alteracions varen fer que les motocicletes no estiguessin equilibrades i que perdessin tracció.
Per acabar-ho d'adobar, Maico i Yamaha havien desenvolupat noves suspensions posteriors amb desplaçaments més llargs que ajudaven a transferir la potència a la roda posterior sobre terreny accidentat. Els directius de Suzuki consideraven que la FIM tractava injustament la marca i varen reaccionar amb lentitud a les iniciatives dels altres fabricants. La frustració dels japonesos per aquest suposat tracte injust va provocar una davallada de suport a l'equip i els seus pilots, De Coster i Sylvain Geboers, van decidir atacar la qüestió personalment tot modificant els xassissos de les motos i desenvolupant noves suspensions posteriors.
Arribats al final de la temporada, a Sint Anthonis, Països Baixos, Willy Bauer (Maico) encapçalava el campionat. El circuit de Sint Anthonis estava compost per profunds sorrals que consumien molta energia dels motors i n'augmentaven el consum de combustible. Un enginyer de Suzuki va calcular que els dipòsits de benzina de la seva motocicleta no tenien prou capacitat per a acabar la cursa. De Coster va agafar un dels seus dipòsits i va conduir dues hores i mitja per tal de modificar-lo per a augmentar-ne el volum. Després va tornar al circuit i va arribar a temps per a la cursa. Tot i haver dormit poc, De Coster va aconseguir-hi dos quarts llocs, mentre que Bauer va patir una fallada mecànica que va donar al belga el seu tercer campionat mundial consecutiu de 500cc, només dos punts per davant de Bauer.

### La rivalitat amb Mikkola

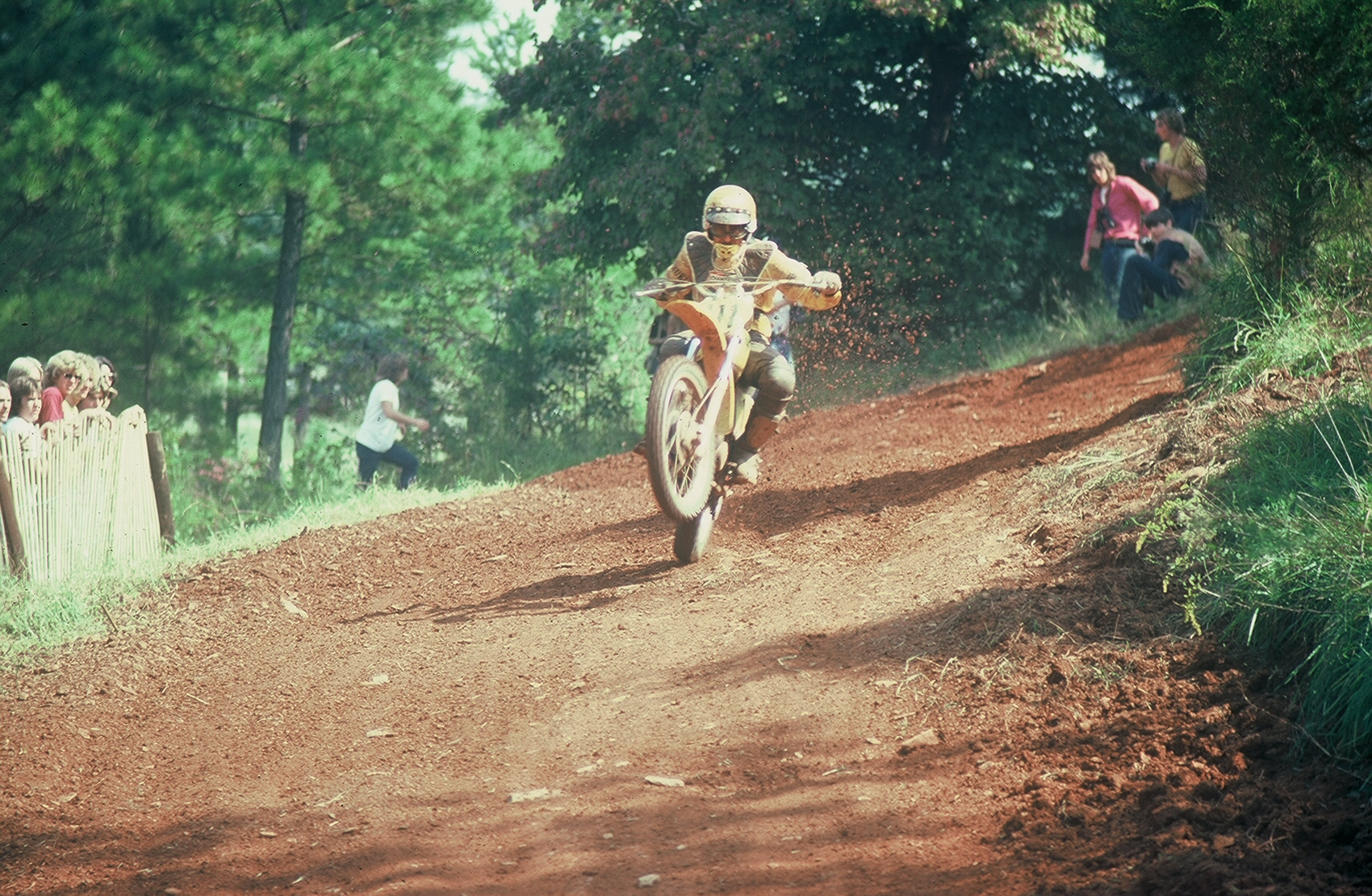
Amb la Suzuki a Braselton durant la Trans-AMA de 1975

De cara a la temporada de 1974, Suzuki va proporcionar a De Coster motocicletes amb nous motors i un sistema de suspensió millorat, però el resultat era poc fiable a causa d'algunes errades durant el desenvolupament de les noves motocicletes. De Coster es va trobar una forta oposició del pilot oficial de Husqvarna, Heikki Mikkola, i ambdós pilots van dominar el campionat de forma aclaparadora, aconseguint entre tots dos 17 victòries a les 22 mànegues. Mikkola va guanyar els quatre primers Grans Premis, fins que De Coster va poder guanyar el de Txecoslovàquia. Mentre que la Husqvarna de Mikkola mostrava una perfecta fiabilitat mecànica i acabava totes les curses, la Suzuki de De Coster va patir avaries mecàniques a cinc d'elles. Mikkola es va perdre el Gran Premi d'Alemanya després de lesionar-se als entrenaments, cosa que va permetre a De Coster de reduir l'avantatge del finlandès a només 10 punts a manca dels dos darrers Grans Premis de la temporada. Al darrer, el de Luxemburg, De Coster administrava la cursa tot mantenint-se entre el gruix dels corredors per tal d'acabar amb prou punts per ser campió, fins que la seva Suzuki patí problemes de motor i hagué d'abandonar, perdent així el títol mundial davant Mikkola per 9 punts. De Coster va ser magnànim en la derrota, afirmant que Mikkola es mereixia guanyar aquell campionat mundial. Acabada la temporada, a la tardor, De Coster es va traslladar als EUA per a participar en la Trans-AMA, on va aconseguir quatre victòries i es va endur el torneig per davant del seu company d'equip a Suzuki, Gerrit Wolsink.
De Coster i Suzuki van tornar amb la mateixa moto per a la temporada de 1975, tot i que més equilibrada i fiable després d'un any de feina de desenvolupament. De Coster va guanyar 12 de 24 mànegues durant la temporada i es va proclamar campió del món per quarta vegada, essent Mikkola subcampió. Per segon any consecutiu, a la tardor guanyà la Trans-AMA als EUA. L'equip de Husqvarna va demanar a Mikkola que competís al campionat mundial de 250cc el 1976, cosa que va deixar el títol de 500cc aquell any entre De Coster i el seu company d'equip Wolsink. L'holandès va obtenir set victòries contra les nou de De Coster, amb la qual cosa tots dos pilots van arribar amb opcions de proclamar-se campió al darrer Gran Premi de l'any, Luxemburg, on De Coster va aconseguir prou punts per a revalidar la corona. Era el seu cinquè campionat mundial de 500cc. També va guanyar per tercer any consecutiu la Trans-AMA.

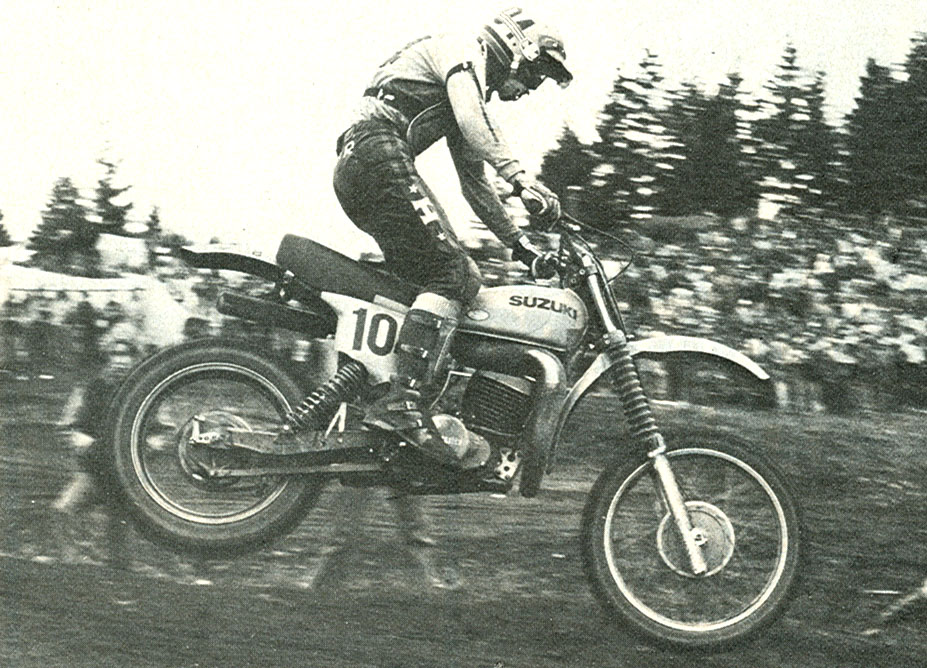
A Unadilla (Nova York) durant la Trans-AMA de 1977

El gran rival de De Coster, Mikkola, va tornar a la categoria de 500cc per a la temporada de 1977, aquesta vegada com a pilot de l'equip de fàbrica de Yamaha. De Coster va guanyar el Gran Premi inaugural a Àustria, però després Mikkola i Yamaha van passar a dominar la temporada tot guanyant 8 dels 12 Grans Premis, aconseguint el títol i relegant a De Coster al segon lloc. El belga va tornar als EUA després del mundial i va guanyar una quarta edició consecutiva de la Trans-AMA. El 1978, De Coster va resultar greument lesionat en un accident durant els entrenaments de pretemporada i van haver d'extirpar-li la melsa. De Coster es va recuperar, però la pèrdua de la melsa va afectar el seu estat físic i va caure al cinquè lloc final del campionat mundial de 500cc, mentre que Mikkola va revalidar el seu títol de campió del món. Acabada la temporada, De Coster fou sisè a la Trans-AMA.
La de 1979 seria la darrera temporada de De Coster amb l'equip Suzuki. Només va guanyar una mànega al Gran Premi de Bèlgica i va acabar el mundial en el sisè lloc final. Després que Suzuki declinés de renovar-li el contracte, el belga va acceptar una oferta de l'equip de competició d'Honda. Amb aquesta marca va córrer la seva darrera temporada el 1980 i va acabar la seva carrera esportiva amb nota destacada, tot guanyant la seva darrera cursa i la del campionat d'aquell any, el Gran Premi de Luxemburg.

### Resum de la seva carrera
A mitjan dècada del 1970, Roger De Coster s'havia consolidat com al més gran pilot de motocròs del segle xx. També va ser quatre vegades guanyador de la Trans-AMA, nou vegades campió estatal belga i membre de sis equips belgues guanyadors del Motocross des Nations.

## Direcció d'equips
Acabada la seva carrera esportiva, De Coster es va instal·lar als EUA i es va mantenir implicat en l'esport, convertint-se en el gerent de l'equip de motocròs d'Honda. El 1981, l'equip escollit inicialment per a representar els Estats Units al Motocross des Nations incloïa molts dels millors pilots nord-americans, però diversos fabricants van abandonar l'esdeveniment a causa de les despeses. De Coster va convèncer Honda perquè hi enviés un equip modest format per Donnie Hansen, Danny LaPorte, Johnny O'Mara i Chuck Sun. La incontestable victòria d'aquests pilots al Motocross des Nations d'aquell any va demostrar que els nord-americans havien assolit el domini internacional d'aquest esport després d'anys de supremacia europea. La victòria va encetar un període de domini per part dels equips nord-americans al Motocross des Nations que va durar 13 anys.
De Coster es va reincorporar a Suzuki com a responsable de l'equip de motocròs el 1999 i va ajudar a capgirar un projecte que havia estat en decadència des de la seva partida. El pilot de l'equip dirigit per De Coster, Greg Albertyn, va guanyar el primer Campionat AMA de motocròs de 250cc per a Suzuki en 18 anys.
El 2011, De Coster esdevingué gerent de l'equip Red Bull KTM. També va dirigir l'equip dels EUA al Motocross des Nations. L'agost de 2018, De Coster va ser ascendit a director oficial d'esports de motor de KTM i Husqvarna per a l'Amèrica del Nord, responsable de tots els projectes esportius d'ambdues marques als Estats Units.

## Distincions
De Coster va ser incorporat al Motorsports Hall of Fame of America el 1994, esdevenint el setè motociclista de la llista. El 1997 va ser el primer a rebre el premi Edison Dye a la trajectòria i el 1999 va ser incorporat al Motorcycle Hall of Fame de l'AMA.
La publicació de motociclisme Cycle News el va nomenar Motocrosser of the Century ("Pilot de motocròs del segle") l'any 2000. El 2010 va ser nomenat FIM Legend.

## Palmarès internacional en motocròs

### Resultats per any
| Any          | Motocicleta  | Campionat del Món | Campionat del Món | Per equips | Per equips | Trans AMA | Títols |
| Any          | Motocicleta  | 500cc             | 250cc             | MXDN       | Trophée    | Trans AMA | Títols |
| ------------ | ------------ | ----------------- | ----------------- | ---------- | ---------- | --------- | ------ |
| 1966         | ČZ           | 12è               | 7è                |            |            |           | -      |
| 1967         | ČZ           | 5è                | 19è               |            |            |           | -      |
| 1968         | ČZ           | 5è                | -                 |            |            |           | -      |
| 1969         | ČZ           | 5è                | -                 | 1r         | 1r         | 9è        | 2      |
| 1970         | ČZ           | 13è               | 3r                |            | 1r         |           | 1      |
| 1971         | Suzuki       | 1r                | -                 |            | 1r         | 4t        | 2      |
| 1972         | Suzuki       | 1r                | -                 | 1r         | 1r         | 2n        | 3      |
| 1973         | Suzuki       | 1r                | -                 | 1r         | 1r         | 5è        | 3      |
| 1974         | Suzuki       | 2n                | -                 |            | 1r         | 1r        | 2      |
| 1975         | Suzuki       | 1r                | -                 |            | 1r         | 1r        | 3      |
| 1976         | Suzuki       | 1r                | -                 | 1r         | 1r         | 1r        | 4      |
| 1977         | Suzuki       | 2n                | -                 | 1r         | 1r         | 1r        | 3      |
| 1978         | Suzuki       | 3r                | -                 | 1r         | 1r         | 6è        | 2      |
| 1979         | Suzuki       | 6è                | -                 |            |            |           | -      |
| 1980         | Honda        | 5è                | -                 |            |            |           | -      |
| Total títols | Total títols | 5                 | 0                 | 6          | 10         | 4         | 25     |

Notes
1. ↑  La classificació consignada a MXDN i Trophée fa referència a la posició final obtinguda per l'equip estatal
2. ↑  Al total de títols s'hi compten tots els campionats internacionals guanyats, MXDN i Trophée inclosos
3. ↑  Fins al 1969 inclòs no exisitia la Trans-AMA, ans la Inter-AM

### Resultats en Grans Premis
- Barem de puntuació de 1952 a 1969:

| Posició | 1 | 2 | 3 | 4 | 5 | 6 |
| Punts   | 8 | 6 | 4 | 3 | 2 | 1 |

| Resultats que computen                         |
| 1/2 + 1 dels GP (cal acabar-hi les 2 mànegues) |

- Barem de puntuació de 1970 a 1983:

| Posició | 1  | 2  | 3  | 4 | 5 | 6 | 7 | 8 | 9 | 10 |
| Punts   | 15 | 12 | 10 | 8 | 6 | 5 | 4 | 3 | 2 | 1  |

| Resultats que computen |
| Fins al 1972: 1/2 + 1 dels GP (cal acabar-hi les 2 mànegues); 1973-76: 1/2 + 1 de les mànegues; Des de 1977: Totes les mànegues |

| Any    | Classe | Equip  | 1      | 1      | 2     | 2      | 3     | 3      | 4     | 4     | 5     | 5     | 6      | 6     | 7     | 7      | 8      | 8     | 9     | 9     | 10     | 10     | 11    | 11    | 12    | 12    | 13    | 13    | 14    | 14    | 15    | 15    | Pos. | Pts. |
| Any    | Classe | Equip  | M1     | M2     | M1    | M2     | M1    | M2     | M1    | M2    | M1    | M2    | M1     | M2    | M1    | M2     | M1     | M2    | M1    | M2    | M1     | M2     | M1    | M2    | M1    | M2    | M1    | M2    | M1    | M2    | M1    | M2    | Pos. | Pts. |
| ------ | ------ | ------ | ------ | ------ | ----- | ------ | ----- | ------ | ----- | ----- | ----- | ----- | ------ | ----- | ----- | ------ | ------ | ----- | ----- | ----- | ------ | ------ | ----- | ----- | ----- | ----- | ----- | ----- | ----- | ----- | ----- | ----- | ---- | ---- |
| 1966   | 250cc  | ČZ     | ESP -  | ESP -  | FRA 7 | FRA 4  | BEL 2 | BEL 6  | CH 6  | CH 7  | CZE 8 | CZE - | GER 5  | GER 5 | NED - | NED 13 | LUX 2  | LUX 6 | ITA 6 | ITA 2 | POL 5  | POL 4  | GDR - | GDR - | SWE - | SWE - | FIN - | FIN - | USR - | USR - | AUT - | AUT - | 7è   | 23   |
| 1966   | 500cc  | CZ     | CH -   | CH -   | AUT - | AUT -  | ITA - | ITA -  | DEN - | DEN - | SWE - | SWE - | FIN -  | FIN - | GDR - | GDR -  | CZE -  | CZE - | USR - | USR - | UK -   | UK -   | NED - | NED - | BEL 5 | BEL 1 | LUX - | LUX - | GER - | GER - |       |       | 12è  | 6    |
| 1967   | 250cc  | CZ     | ESP -  | ESP -  | CH -  | CH -   | FRA - | FRA -  | BEL 6 | BEL 4 | GER - | GER - | NED -  | NED - | ITA - | ITA -  | UK -   | UK -  | SWE - | SWE - | FIN -  | FIN -  | USR - | USR - | POL - | POL - |       |       |       |       |       |       | 19è  | 2    |
| 1967   | 500cc  | CZ     | AUT 10 | AUT 11 | ITA - | ITA -  | SWE - | SWE -  | CZE 2 | CZE 5 | USR - | USR - | FRA 9  | FRA - | GER 8 | GER 8  | UK 8   | UK -  | BEL 3 | BEL 4 | LUX 9  | LUX 2  | CH 2  | CH 5  |       |       |       |       |       |       |       |       | 5è   | 19   |
| 1968   | 500cc  | CZ     | AUT 11 | AUT -  | ITA 1 | ITA 1  | SWE 5 | SWE 5  | FIN 9 | FIN 9 | GDR - | GDR - | CZE -  | CZE - | UK 5  | UK 6   | GER 10 | GER - | FRA 1 | FRA 3 | NED 4  | NED 12 | BEL 4 | BEL - | LUX - | LUX - | CH 7  | CH -  |       |       |       |       | 5è   | 21   |
| 1969   | 500cc  | CZ     | AUT 20 | AUT 5  | SWE - | SWE -  | NED 7 | NED 30 | ITA 4 | ITA 4 | CZE 7 | CZE 8 | USR -  | USR - | GER 8 | GER 10 | BEL 1  | BEL 2 | LUX - | LUX - | FRA 3  | FRA 4  | CH 3  | CH 3  | GDR 3 | GDR 1 |       |       |       |       |       |       | 5è   | 66   |
| 1970   | 250cc  | CZ     | ESP 8  | ESP 4  | FRA 2 | FRA 4  | BEL 3 | BEL 3  | YUG - | YUG 7 | ITA 2 | ITA - | USR 12 | USR - | POL 2 | POL 2  | UK 3   | UK 2  | FIN 4 | FIN 5 | GDR 4  | GDR 2  | CH 3  | CH 4  | AUT 7 | AUT 2 |       |       |       |       |       |       | 3r   | 87   |
| 1970   | 500cc  | CZ     | CH -   | CH -   | AUT - | AUT -  | NED - | NED -  | FRA - | FRA - | FIN - | FIN - | SWE -  | SWE - | CZE - | CZE -  | USR -  | USR - | GER - | GER - | GDR -  | GDR -  | BEL 1 | BEL 2 | LUX - | LUX - |       |       |       |       |       |       | 13è  | 15   |
| 1971   | 500cc  | Suzuki | ITA 1  | ITA 1  | AUT 2 | AUT 26 | SWE 1 | SWE 2  | FIN 4 | FIN 6 | CZE 1 | CZE 2 | USR 4  | USR 3 | GDR - | GDR -  | UK 2   | UK 4  | GER 2 | GER 3 | BEL 1  | BEL 1  | LUX 1 | LUX 2 | NED 1 | NED 2 |       |       |       |       |       |       | 1r   | 97   |
| 1972   | 500cc  | Suzuki | AUT 1  | AUT 1  | CH 2  | CH 2   | SWE 1 | SWE 3  | FRA 5 | FRA - | USR 1 | USR 2 | CZE 1  | CZE - | UK 1  | UK 3   | GER 1  | GER 1 | GDR 1 | GDR 3 | BEL 1  | BEL 1  | LUX - | LUX - |       |       |       |       |       |       |       |       | 1r   | 90   |
| 1973   | 500cc  | Suzuki | FRA -  | FRA 1  | AUT - | AUT -  | FIN - | FIN 1  | ITA 1 | ITA 1 | CZE 2 | CZE 2 | USA 2  | USA - | GER 2 | GER 1  | BEL 2  | BEL 3 | LUX - | LUX - | NED 4  | NED 4  |       |       |       |       |       |       |       |       |       |       | 1r   | 161  |
| 1974   | 500cc  | Suzuki | AUT -  | AUT 9  | FRA 2 | FRA 2  | ITA - | ITA 1  | DEN - | DEN 1 | CZE 2 | CZE 1 | GER 3  | GER 5 | UK -  | UK 1   | USA 1  | USA 3 | NED 3 | NED 1 | BEL 2  | BEL 1  | LUX - | LUX 2 |       |       |       |       |       |       |       |       | 2n   | 203  |
| 1975   | 500cc  | Suzuki | CH 2   | CH 1   | ITA - | ITA -  | FIN 1 | FIN 1  | USR 2 | USR 1 | FRA 1 | FRA 1 | USA 1  | USA 9 | CAN 1 | CAN -  | UK -   | UK 1  | GER 1 | GER 1 | NED -  | NED 3  | BEL 2 | BEL 2 | LUX 1 | LUX 2 |       |       |       |       |       |       | 1r   | 252  |
| 1976   | 500cc  | Suzuki | CH -   | CH -   | FRA 5 | FRA 1  | ITA 1 | ITA 2  | AUT 2 | AUT 1 | SWE 1 | SWE 1 | FIN 7  | FIN 1 | GER 1 | GER 1  | USA -  | USA - | CAN 2 | CAN - | UK 3   | UK 2   | BEL 1 | BEL 2 | LUX - | LUX 4 |       |       |       |       |       |       | 1r   | 223  |
| 1977   | 500cc  | Suzuki | AUT 1  | AUT 3  | NED 3 | NED 3  | SWE 3 | SWE 3  | FIN 4 | FIN 5 | GER 2 | GER 3 | ITA 4  | ITA 1 | USA 2 | USA -  | CAN 2  | CAN 4 | UK -  | UK -  | BEL 1  | BEL -  | LUX 2 | LUX 2 | CH 2  | CH 1  |       |       |       |       |       |       | 2n   | 222  |
| 1978   | 500cc  | Suzuki | CH 2   | CH 4   | AUT - | AUT 1  | FRA - | FRA 4  | DEN 3 | DEN 4 | FIN 5 | FIN - | SWE 2  | SWE 3 | USA 2 | USA -  | ITA 2  | ITA 3 | UK -  | UK 6  | BEL 10 | BEL -  | LUX 1 | LUX 3 | NED 5 | NED 2 |       |       |       |       |       |       | 3r   | 172  |
| 1979   | 500cc  | Suzuki | AUT 10 | AUT 4  | FRA 6 | FRA -  | SWE - | SWE 3  | ITA 2 | ITA 7 | USA 2 | USA - | CAN -  | CAN 7 | GER 3 | GER 4  | UK 3   | UK 3  | CH -  | CH 3  | NED -  | NED -  | BEL 1 | BEL 5 | LUX - | LUX - |       |       |       |       |       |       | 6è   | 126  |
| 1980   | 500cc  | Honda  | CH 5   | CH -   | AUT 6 | AUT 4  | FRA - | FRA 5  | SWE - | SWE - | FIN 2 | FIN - | ITA 1  | ITA 3 | NED - | NED -  | USA -  | USA - | CAN 4 | CAN 9 | GER 3  | GER 4  | BEL 2 | BEL 8 | LUX 1 | LUX 1 |       |       |       |       |       |       | 5è   | 136  |
| Fonts: |        |        |        |        |       |        |       |        |       |       |       |       |        |       |       |        |        |       |       |       |        |        |       |       |       |       |       |       |       |       |       |       |      |      |